# Nikola Bilišić Bilišin
Nikola Bilišić (15. stoljeće, hrvatski graditelj, zadranin).
Sin je graditelja Biliše Bilišića. Prvi put se spominje 1444. godine pri sklapanju ugovora o gradnji katoličke crkve sv. Nikole na groblju u Kuli Atlagića kraj Benkovca. Prema sačuvanom natpisu na sredini jugozapadnog bočnog zida crkva je dovršena 25. listopada 1446. godine.